# Sayfiyyat
Le Sayfiyyāt è un ciclo poetico composto dal poeta arabo medievale al-Mutanabbi tra il 948 e il 957 e dedicato all'emiro hamdanide di Aleppo Ali Sayf ad-Dawla: da qui il nome "Sayfiyyāt", cioè "poesie in onore di Sayf" (al-Dawla). Considerato uno dei migliori esempi di poesia araba classica, è stato oggetto di un'analisi strutturale da parte di A. Hamori: The composition of Mutanabbī's, panegyrics to Sayf al-Dawla, Leiden, Brill 1992.
Delle Sayfiyyāt esiste una traduzione italiana completa: L'emiro e il suo profeta. Odi in onore di Sayf ad-Dawla al-Ḥamdānī, introduzione, traduzione e note a cura di Martino Diez, Milano, Ariele 2009.